# Mustasaari (ö i Finland, Lappland, Rovaniemi, lat 66,01, long 27,15)
Mustasaari är en ö i Finland. Den ligger i sjön Simojärvi och i kommunen Ranua i den ekonomiska regionen  Rovaniemi ekonomiska region  och landskapet Lappland, i den norra delen av landet, 700 km norr om huvudstaden Helsingfors. Öns area är 2,1 hektar och dess största längd är 190 meter i nord-sydlig riktning.